# Леушкин, Сергей Геннадьевич
Сергей Геннадьевич Леушкин (9 октября 1950 — 20 апреля 2008) — глава администрации Корякского автономного округа в 1991—1996 годах.

## Биография
Окончил Киевский институт гражданской авиации и Хабаровский институт народного хозяйства. В 1970—1974 годах работал в Тиличикском СМУ плотником и арматурщиком-бетонщиком. С 1974 по 1988 год работал сначала в аэропорту «Тиличики», затем — на авиационно-технической базе Корякского авиаотряда.
С 1988 по 1990 года — председатель Олюторского райсовета. В мае 1990 года избран депутатом Корякского окружного совета, с октября — председатель Корякского окружного исполнительного комитета. 16 ноября 1991 указом Бориса Ельцина назначен главой администрации Корякского автономного округа.
12 декабря 1993 года избран депутатом Совета Федерации. С января по декабрь 1996 года входил в него по должности. С февраля по апрель 1994 года — член Комитета по бюджету, финансовому, валютному и кредитному регулированию, денежной эмиссии, налоговой политике и таможенному регулированию, с апреля 1994 года — член Комитета по делам Севера и малочисленных народов.
В декабре 1996 года проиграл выборы губернатора Валентине Броневич. С 1997 по 2003 год работал торговым советником Посольства РФ в КНДР. Баллотировался в губернаторы в 2000 году, но набрал лишь 5,13 % и избран не был.
С декабря 2003 года — глава администрации Олюторского района. В 2005 году переехал на постоянное место жительства в Москву
Умер 20 апреля 2008 года.

## Награды
- Благодарность Президента Российской Федерации (17 июля 1996 года) — за активное участие в подготовке и проведении выборов Президента Российской Федерации[1]
- Благодарность Президента Российской Федерации (12 августа 1996 года) — за активное участие в организации и проведении выборной кампании Президента Российской Федерации в 1996 году[2]